# OMEGA Tag Team Championship
El Campeonato por Parejas de OMEGA fue un campeonato de lucha libre profesional. Fue el único campeonato por parejas dentro de dicha marca, en OMEGA, una marca que formaba parte del circuito independiente. El título fue introducido en 1997 y desactivado en 1999.

## Lista de campeones
| Luchador:                                                 | Reinado N°: | Derrotó a:                           | Fecha:                 | Lugar:                         |
| --------------------------------------------------------- | ----------- | ------------------------------------ | ---------------------- | ------------------------------ |
| The Serial Thrillaz (Shane Helms (1) & Mike Maverick (1)) | 1           | N/A                                  | 5 de diciembre de 1997 | Southern Pines, North Carolina |
| The Jinx Brothers (Surge (1) & Will O' (1))               | 1           | The Serial Thrillaz                  | 24 de julio de 1998    | Sanford, North Carolina        |
| The Serial Thrillaz (Shane Helms (2) & Mike Maverick (2)) | 2           | The Jinx Brothers                    | 29 de enero de 1999    | Wendell, North Carolina        |
| Mike Maverick (3) & Otto Schwanz (1)                      | 1           | Ocupando la vacante dejada por Helms | 31 de julio de 1999    | Beulaville, North Carolina     |
| Desactivado                                               | N/A         | Debido al cierre de la empresa       | octubre de 1999        | N/A                            |

## Mayor cantidad de reinados

### En parejas
- 2 veces: The Serial Thrillaz (Shane Helms & Mike Maverick)

### Individualmente
- 3 veces: Mike Maverick.
- 2 veces: Shane Helms.

## Datos interesantes
- Reinado más largo: The Serial Thrillaz, 231 días.
- Reinado más corto: Mike Maverick & Otto Schwanz, entre 62 y 92 días.